# 幺灘鄉
幺灘鄉（幺灘公社），是四川省鄰水縣曾经下辖的一个乡。

## 沿革
- 1956年1月16日，灘鎮人民政府改稱幺灘鄉人民委員會。
- 1958年9月22日，幺灘鄉人委改稱幺灘人民公社。
- 1966年5月「文革」開始後，幺灘人民公社工作受到干擾。
- 1967年3月，由公社武裝幹部和群眾代表主持成立了幺灘人民公社生產辦公室，負責公社日常工作。
- 1969年2月8日，經縣人武部黨委批准，幺灘人民公社革命委員會成立。
- 1976年10月粉碎「四人幫」後，幺灘人民公社的行政組織機構仍然是革命委員會。
- 1981年3月，縣委決定撤銷幺灘人民公社革委會，建立幺灘人民公社管理委員會，管委會設正、副主任。
- 1984年1月，根據中共中央體制改革要求，縣委又決定撤銷幺灘人民公社管委會，建立幺灘鄉人民政府。
- 1994年，雷公鄉併入復置幺灘鎮。[1]